# Anders Lynge Hansen
Anders Lynge Hansen, né le 16 avril 1997 à Kolding, est un handballeur professionnel danois.
Il mesure 1,90 m et pèse 91 kg. Il joue au poste de gardien de but pour l'US Créteil depuis la saison 2024-2025.

## Biographie
Originaire de Kolding, Anders Lynge intègre le centre de formation du KIF Kolding avant de passer professionnel au sein du club de sa ville natale en 2015. Après trois saisons, il rejoint le club français du Pays d'Aix UC où il partage alors avec Sandro Mestric la garde des buts d'Aix en l'absence de Wesley Pardin. Il s'est imposé dans le rôle de doublure de Pardin.
En 2024, il revient en France en signant pour deux saisons à l'US Créteil, formant un binôme avec Todor Jandrić.

## Palmarès

### KIF Kolding
- Vainqueur de la Supercoupe du Danemark en 2015